# راشد شافي الدوسري
راشد شافي الدوسري (من مواليد 8 مايو1981) هو لاعب قطري ورياضي يتنافس في مسابقات رمي القرص. وقد مثل قطر في الألعاب الأولمبية الصيفية مرتين في أول ظهور له في عام 2000 ووصل إلى المرحلة النهائية في 2008. ووصل أيضا إلى الدور النهائي في بطولة العالم لألعاب القوى 2007.

وقد نجح الدوسري على المستوى القاري بدءاً بلقبين آسيويين للشباب وميدالية ذهبية في بطولة آسيا لألعاب القوى 2002 وميدالية فضية في عام 2007. وفي مسابقات أخرى فاز بالميدالية البرونزية في دورة الألعاب العسكرية 2007. كما فاز بميداليات في المسابقات الإقليمية بما في ذلك دورة الألعاب العربية ودورة ألعاب غرب آسيا وبطولة العرب. أفضل رقم قياسي شخصي كان 64.43 متر هو رقم قياسي قطري سابق.

## المسيرة الرياضية
بدأ مسيرته الدولية في سن مبكرة وحاز على لقبه الأول في سن الخامسة عشر في بطولة آسيا لألعاب القوى للناشئين عام 1996. وفاز في بطولة العالم العربي للناشئين بعد ذلك بعامين وقدم مشاركته العالمية لأول مرة في بطولة العالم للناشئين لألعاب القوى 1998 حيث حل في المركز الثامن. كان الدوسري واحداً من أكثر الرياضيين القطريين الواعدين الذين ظهروا في ذلك الوقت حيث لم تكن الأمة الصغيرة مشهورة بإنتاج رياضيي سباقات المضمار والميدان. احتفظ بلقبه في بطولة آسيا للشباب في العام التالي وحصل أيضًا على ألقاب رفيعة المستوى الأولى مع ميداليات ذهبية في البطولة العربية ودورة الألعاب العربية 1999.
تعدى الدوسري ستين مترا لأول مرة في الدوحة عام 2000 وفي وقت لاحق من ذلك الموسم ظهر لأول مرة في دورة الألعاب الأولمبية في سن التاسعة عشر ممثلا لقطر في الألعاب الأولمبية الصيفية 2000 في سيدني. لم يتأهل إلى المرحلة النهائية في تلك المناسبة. ما زال مؤهلاً لمنافسات الشباب فقد عاد للتنافس في بطولة العالم للناشئين لألعاب القوى 2000 حيث احتل المركز الخامس. وكان الفائز في مسابقة رمي القرص في بطولة مجلس التعاون لدول الخليج العربية لهذا العام وحل بالمركز الرابع في بطولة آسيا لألعاب القوى 2000.
في عام 2001 قام بتحسين رقمه القياسي بتحقيق 62.77 متر ورمى في تصفيات بطولة العالم لألعاب القوى 2001. فاز بميدالية ذهبية ثانية على التوالي في بطولة العرب في دمشق. وافتتح عام 2002 بفوز آخر في بطولة دول مجلس التعاون الخليجي وفي وقت لاحق أحرز تقدما في بطولة آسيا لألعاب القوى 2002 حيث حقق 64.43 متر وهو لا يعتبر رقم قياسي وطني قطري ولكنه حطم الرقم القياسي العالمي المسجل باسم الصيني يو وينغ منذ 11 سنة. أنهى العام باحتلال المركز الرابع في دورة الألعاب الآسيوية 2002. ورفض الخضوع لاختبارات عقاقير خارج المنافسة من قبل الاتحاد الدولي لألعاب القوى في يونيو 2003 وتم إيقافه عن ممارسة الرياضة لمدة عامين نتيجة لذلك (من نوفمبر 2003 إلى نوفمبر 2005).
حقق عند عودته في دورة ألعاب غرب آسيا في ديسمبر 2005 الميدالية الفضية في رمي القرص خلف الإيراني إحسان حدادي. وفي العام التالي حقق أفضل رقم في الموسم وقدره 63.49 متر في مارس ليفوز في بطولة الخليج العسكرية وحقق 62.11 متر في دورة الألعاب الآسيوية 2006 ليحل ثانيا خلف حدادي. وفي عام 2007 احتل المركز الثالث في بطولة العرب لألعاب القوى لكنه كان أداؤه طيباً في بطولة آسيا لألعاب القوى 2007 برمية بلغت 63.49 متر حققت له المركز الثاني. حقق رمية ثانية تجاوزت 64 متر كيه بي سي ليلة من ألعاب القوى في ذلك العام وحل ثالثا في لقاء بلجيكا برمية 64.20 متر. بلغ أول نهائيات عالمية له في بطولة العالم لألعاب القوى 2007 وحل في المركز الحادي عشر. ظهوره الأخير في هذا الموسم جاء في دورة الألعاب العسكرية 2007 حيث حقق الميدالية البرونزية في رمي القرص.
وحصل الدوسري على ثاني أفضل أداء في مسيرته الكروية في بداية عام 2008 حيث حقق 64.25 متر ليحل رابعا في سباق قطر الممتاز الرياضي الكبير - وهو علامة أعطته التأهل القياسي الأولمبي. في أولمبياد بكين 2008 نجح في التأهل للنهائي وحقق رمية قدرها 62.55 متر في الدور النهائي جعله يحتل المركز العاشر. لم ينافس في عام 2009 ولكن تم اختياره لتمثيل قطر في دورة الألعاب الآسيوية 2010. وجاء في المركز الخامس لكن زميله في الفريق القطري أحمد ذياب طغى على الدوسري في رقمه القياسي الوطني ليحصل على الميدالية الفضية.